# 太田村 (愛知県)
太田村（おおたむら）は、愛知県丹羽郡にかつてあった村。
現在の大口町中心部から南部に該当する。

## 歴史
- 1878年（明治11年） -
  - 御供所村、三右衛門新田、又助新田、九郎右衛門新田、小折田郷新田、小折田新田が合併し、豊田村となる。
  - 長桜村、伝右衛門新田、八左衛門新田、宗雲新田、長桜替地新田が合併し、秋田村となる。
- 1889年（明治22年）10月1日 - 大屋敷村、豊田村、秋田村が合併し、太田村が発足。
- 1906年（明治39年）10月1日 - 富成村、小口村、柏森村の一部（余野）と合併し大口村発足。同日大田村は廃止。